# The Hunger for More
Albums de Lloyd Banks
Rotten Apple
(2006)
Singles
1. On Fire
Sortie : 15 avril 2004
2. I'm So Fly
Sortie : 13 juillet 2004
3. Karma
Sortie : 19 octobre 2004

The Hunger for More est le premier album studio de Lloyd Banks, sorti le 29 juin 2004.
L'album a été certifié disque de platine par la Recording Industry Association of America (RIAA) le 29 juin 2004.

## Liste des titres
| No  | Titre                                                                                  | Contient un (des) sample(s) de                    | Durée |
| --- | -------------------------------------------------------------------------------------- | ------------------------------------------------- | ----- |
| 1.  | Ain't No Click (featuring Tony Yayo – Produit par Havoc)                               | Ain't No Nigga de Jay-Z featuring Foxy Brown      | 4:25  |
| 2.  | Playboy (featuring DJ Whoo Kid – Produit par Ron Browz)                                |                                                   | 4:32  |
| 3.  | Warrior (Produit par Thayod Ausar)                                                     |                                                   | 2:47  |
| 4.  | On Fire (featuring 50 Cent – Produit par K1 Mil, Eminem et Luis Resto)                 | The Champ des Mohawks                             | 3:07  |
| 5.  | I Get High (featuring 50 Cent et Snoop Dogg – Produit par Hi-Tek)                      | Telephone Line de l'Electric Light Orchestra      | 4:09  |
| 6.  | I'm So Fly (Produit par Timbaland et Danja)                                            |                                                   | 4:00  |
| 7.  | Work Magic (featuring Young Buck – Produit par Scram Jones)                            |                                                   | 4:27  |
| 8.  | If You So Gangsta (Produit par Chad Beat et Sha Money XL)                              |                                                   | 4:49  |
| 9.  | Warrior Part 2 (featuring Eminem, 50 Cent et Nate Dogg – Produit par Eminem)           |                                                   | 3:38  |
| 10. | Karma (featuring Avant – Produit par Greg « Ginx » Doby)                               | Inseparable de Natalie Cole                       | 4:38  |
| 11. | When the Chips Are Down (featuring The Game – Produit par Black Jeruz et Sha Money XL) | The Dean and I de 10cc                            | 3:31  |
| 12. | Til the End (featuring Nate Dogg – Produit par Eminem)                                 |                                                   | 5:09  |
| 13. | Die One Day (Baby Grand)                                                               | All It Takes Is You and Me des Sweet Inspirations | 3:14  |
| 14. | South Side Story (Produit par les Diaz Brothers)                                       | Love Serenade de Barry White                      | 4:10  |

| 15. | Just Another Day (Produit par Tone Capone) | Beware of the Man (With the Candy in His Hand) des Dramatics Just Another Day de Queen Latifah Illegal Search de LL Cool J | 3:29 |

| 16. | Take a Good Look (Produit par J-Hen) | 2:53 |

## Classement
| Classements / pays (2004)        | Meilleure position |
| -------------------------------- | ------------------ |
| Pays-Bas                         | 83                 |
| France                           | 37                 |
| Allemagne                        | 45                 |
| Irlande                          | 36                 |
| Suisse                           | 65                 |
| UK Albums Chart                  | 15                 |
| Canadian Albums Chart            | 2                  |
| Billboard 200                    | 1                  |
| Billboard Top R&B/Hip-Hop Albums | 1                  |